# Erzbistum San Salvador
Das Erzbistum San Salvador (lateinisch Archidioecesis Sancti Salvatoris in America, spanisch Arquidiócesis de San Salvador) ist ein Erzbistum der römisch-katholischen Kirche in El Salvador.

## Geschichte
Das Erzbistum wurde am 28. September 1842 durch Papst Gregor XVI. als Bistum San Salvador („Sancti Salvatoris in America“) aus dem Erzbistum Guatemala heraus gegründet. Erster Bischof war Jorge de Viteri y Ungo. Durch Papst Pius X. wurde das Bistum am 11. Februar 1913 zum Erzbistum erhoben; erster Erzbischof war Antonio Adolfo Pérez y Aguilar.
Es wurden mehrere Suffraganbistümer eingerichtet, nämlich das Bistum San Miguel und das Bistum Santa Ana (1913), das Bistum San Vicente (1943), das Bistum Santiago de María (1954), das Bistum Sonsonate (1986), die Bistümer Chalatenango und Zacatecoluca (1987).

## Bischöfe von San Salvador
- 1843–1846 Jorge de Viteri y Ungo
- 1853–1875 Tomás Miguel Pineda y Saldaña
- 1875–1885 José Luis Cárcamo y Rodríguez
- 1888–1913 Antonio Adolfo Pérez y Aguilar

## Erzbischöfe von San Salvador
- 1913–1926 Antonio Adolfo Pérez y Aguilar
- 1927–1938 José Alfonso Belloso y Sánchez
- 1938–1977 Luis Chávez y González
- 1977–1980 Oscar Amulfo Romero y Galdamez
- 1983–1994 Arturo Rivera y Damas SDB
- 1994–2008 Fernando Sáenz Lacalle
- 2008–0000 José Luis Escobar Alas

## Weblinks

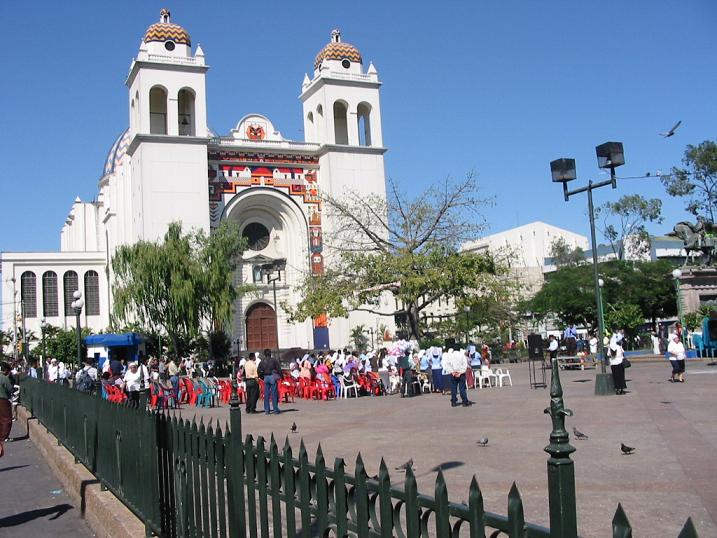
Kathedrale von San Salvador